# Нарон
Нарон (шп. Narón) град је у Шпанији у аутономној заједници Галисија у покрајини Коруња. Према процени из 2017. у граду је живело 39 426 становника.

## Становништво
Према процени, у граду је 2017. живело 39 426 становника.
| 1970.  | 1981.  | 1991.  | 2001.  | 2017.  |
| ------ | ------ | ------ | ------ | ------ |
| 21.491 | 28.984 | 31.306 | 29.466 | 39.426 |